# Supercupa României
Supercupa României este o competiție fotbalistică desfășurată anual începând cu 1994 între câștigătoarea campionatului și cea a Cupei României din acel sezon. Trofeul nu a fost acordat în anii 1996, 1997, 2000, 2004 și 2008, deoarece în sezoanele respective o singură echipă a câștigat ambele competiții interne, atât Cupa, cât și campionatul. Din 2010, Federația Română de Fotbal a decis ca trofeul să fie disputat și în anii când o echipă realizează eventul cupă-campionat. Astfel, în această situație, adversara campioanei în Supercupă va fi ocupanta poziției secunde în SuperLiga României.
Cea mai titrată echipă a competiției este FCSB care a câștigat de șapte ori trofeul, disputând de alte șase ori partida pentru Supercupă. Stadionul Național din București a găzduit cele mai multe meciuri ale Supercupei, opt la număr.

## Istoric

### Cupa „OSR” (1943)
O astfel de competiție ca aceasta s-a mai disputat în România, dar sub alte denumiri. În anul 1943 a avut loc o ediție a Cupei „OSR”, iar CFR Turnu Severin a câștigat, scor 9-1 contra campioanei FC Craiova, pe Stadionul Carol I din București.

### Cupa Scînteii (1958-1960)
O competiție cu rol similar a avut loc în anii 1958, 1959 și 1960, denumită Cupa Scînteii, competiție nerecunoscută astăzi de FRF. Pe 17 august 1958, Petrolul Ploiești și Știința Timișoara s-au duelat în prima ediție, iar formația prahoveană s-a impus, scor 2-1. Competiția s-a mai disputat în 1959 și 1960, ediții câștigate de Dinamo (1959) și CCA (1960). Cele două echipe din București le-au învins în finală pe Petrolul Ploiești, respectiv Progresul București. “Cupa Scânteii” a fost desființată după trei finale, iar trofeele nu au fost recunoscute oficial.

## Sponsorizare
La data de 22 iulie 2005, FRF și Samsung Electronics au semnat un parteneriat pentru un an în urma căruia numele competiției a fost schimbat în Supercupa României Samsung la edițiile din 2005 și 2006.
La 9 octombrie FRF și Ursus Breweries au ajuns la un acord de sponsorizare pentru trei sezoane. Numele competiției a devenit Supercupa României Timișoreana, după unul dintre brandurile companiei, Timișoreana.

## Rezultate
| Ediție | Câștigătoare | Scor | Finalistă | Ediție | Câștigătoare | Scor | Finalistă |
| ------ | ------------ | ---- | --------- | ------ | ------------ | ---- | --------- |

| 2024   | FCSB                                 | 3 - 0                                | Corvinul                             | 2025   |                                      |                                      |                                      |
| 2022   | Sepsi                                | 2 - 1                                | CFR Cluj                             | 2023   | Sepsi                                | 1 - 0                                | FCV Farul                            |
| 2020   | CFR Cluj                             | 0 - 0                                | FCSB                                 | 2021   | CSU Craiova                          | 0 - 0                                | CFR Cluj                             |
| 2018   | CFR Cluj                             | 1 - 0                                | CSU Craiova                          | 2019   | Viitorul Constanța                   | 1 - 0                                | CFR Cluj                             |
| 2016   | Astra Giurgiu                        | 1 - 0                                | CFR Cluj                             | 2017   | Voluntari                            | 1 - 0                                | Viitorul Constanța                   |
| 2014   | Astra Giurgiu                        | 1 - 1                                | Steaua București                     | 2015   | ASA Târgu Mureș ♣                    | 1 - 0                                | Steaua București                     |
| 2012   | Dinamo                               | 2 - 2                                | CFR Cluj                             | 2013   | Steaua București                     | 3 - 0                                | Petrolul                             |
| 2010   | CFR Cluj                             | 2 - 2                                | Unirea Urziceni                      | 2011   | Oțelul                               | 1 - 0                                | Steaua București                     |
| 2008   | CFR Cluj a realizat eventul.         | CFR Cluj a realizat eventul.         | CFR Cluj a realizat eventul.         | 2009   | CFR Cluj                             | 1 - 1                                | Unirea Urziceni ♣                    |
| 2006   | Steaua București                     | 1 - 0                                | Rapid                                | 2007   | Rapid                                | 1 - 1                                | Dinamo                               |
| 2004   | Dinamo a realizat eventul.           | Dinamo a realizat eventul.           | Dinamo a realizat eventul.           | 2005   | Dinamo                               | 3 - 2                                | Steaua București                     |
| 2002   | Rapid                                | 2 - 1                                | Dinamo                               | 2003   | Rapid                                | 1 - 0                                | Dinamo                               |
| 2000   | Dinamo a realizat eventul.           | Dinamo a realizat eventul.           | Dinamo a realizat eventul.           | 2001   | Steaua București                     | 2 - 1                                | Dinamo                               |
| 1998   | Steaua București                     | 4 - 0                                | Rapid                                | 1999   | Rapid                                | 5 - 0                                | Steaua București                     |
| 1996   | Steaua București a realizat eventul. | Steaua București a realizat eventul. | Steaua București a realizat eventul. | 1997   | Steaua București a realizat eventul. | Steaua București a realizat eventul. | Steaua București a realizat eventul. |
| 1994   | Steaua București                     | 1 - 0                                | Gloria Bistrița                      | 1995   | Steaua București                     | 2 - 0                                | Petrolul                             |
| 1959 † | Dinamo                               | 1 - 0                                | Petrolul                             | 1960 † | CCA București                        | -                                    | Progresul București                  |
| 1943 † | Turnu Severin                        | 9 - 1                                | FC Craiova                           | 1958 † | Petrolul Ploiești                    | 2 - 1                                | Poli Timișoara                       |

## Performanță

### Performanță după competiție
| Competiție                 | Câștigătoare | Finaliste |
| -------------------------- | ------------ | --------- |
| Câștigătoare Liga I        | 14           | 11        |
| Câștigătoare Cupa României | 10           | 12        |
| Vicecampioane Liga I       | 1            | 1         |

### După club
Echipele câștigatoare si finaliste de supercupă.
| Club Sportiv       | Finale | Câștigate | Pierdute |
| ------------------ | ------ | --------- | -------- |
| FCSB               | 14     | 8         | 6        |
| CFR Cluj           | 8      | 4         | 4        |
| Rapid              | 6      | 4         | 2        |
| Dinamo             | 6      | 2         | 4        |
| Sepsi              | 2      | 2         | 0        |
| Astra Giurgiu      | 2      | 2         | 0        |
| Viitorul Constanța | 2      | 1         | 1        |
| CSU Craiova        | 2      | 1         | 1        |
| Unirea Urziceni    | 2      | 0         | 2        |
| Petrolul           | 2      | 0         | 2        |
| Oțelul             | 1      | 1         | 0        |
| ASA Târgu Mureș    | 1      | 1         | 0        |
| Voluntari          | 1      | 1         | 0        |
| Gloria Bistrița    | 1      | 0         | 1        |
| Corvinul           | 1      | 0         | 1        |

### După oraș
| Oraș            | Finale | Câștigate | Pierdute |
| --------------- | ------ | --------- | -------- |
| București       | 26     | 14        | 12       |
| Cluj-Napoca     | 8      | 4         | 4        |
| Sfântu Gheorghe | 2      | 2         | 0        |
| Giurgiu         | 2      | 2         | 0        |
| Ovidiu          | 2      | 1         | 1        |
| Craiova         | 2      | 1         | 1        |
| Urziceni        | 2      | 0         | 2        |
| Ploiești        | 2      | 0         | 2        |
| Târgu Mureș     | 1      | 1         | 0        |
| Galați          | 1      | 1         | 0        |
| Voluntari       | 1      | 1         | 0        |
| Bistrița        | 1      | 0         | 1        |
| Hunedoara       | 1      | 0         | 1        |

### Penalty
Echipele care au câștigat supercupa la  penalty.
| Club Sportiv  | Penalty | Penalty | Penalty | Penalty | Penalty | Penalty |
| Club Sportiv  | An      | Scor    | An      | Scor    | An      | Scor    |
| ------------- | ------- | ------- | ------- | ------- | ------- | ------- |
| CFR Cluj      | 2009    | 3 : 2   | 2010    | 2 : 0   | 2020    | 4 : 1   |
| Rapid         | 2007    | 6 : 5   |         |         |         |         |
| Dinamo        | 2012    | 4 : 2   |         |         |         |         |
| Astra Giurgiu | 2014    | 5 : 3   |         |         |         |         |
| CSU Craiova   | 2021    | 4 : 2   |         |         |         |         |

## Top 10
| Top 10 | Club Sportiv    | Campionat | Cupa | Cupa Ligii | Supercupa | Liga Campionilor | Supercupa Europei | Total |
| ------ | --------------- | --------- | ---- | ---------- | --------- | ---------------- | ----------------- | ----- |
| 1      | FCSB            | 28        | 24   | 2          | 8         | 1                | 1                 | 62    |
| 2      | Dinamo          | 18        | 13   | 1          | 2         | -                | -                 | 34    |
| 3      | Rapid           | 3         | 13   | -          | 4         | -                | -                 | 20    |
| 4      | CFR Cluj        | 8         | 5    | -          | 4         | -                | -                 | 17    |
| 5      | U Craiova       | 4         | 5    | -          | -         | -                | -                 | 9     |
| 6      | UTA Arad        | 6         | 2    | -          | -         | -                | -                 | 8     |
| 7      | Venus București | 7         | -    | -          | -         | -                | -                 | 7     |
| 8      | Petrolul        | 4         | 3    | -          | -         | -                | -                 | 7     |
| 9      | Chinezul        | 6         | -    | -          | -         | -                | -                 | 6     |
| 10     | Ripensia        | 4         | 2    | -          | -         | -                | -                 | 6     |

## Vezi și
- Materiale media legate de Supercupa României la Wikimedia Commons
- SuperLiga României
- Cupa României
- Cupa Ligii
- Clasamentul antrenorilor din Supercupa României